# Listen To This Eddie
Listen to This, Eddie é uma gravação pirata da banda britânica de rock Led Zeppelin de sua performance no Los Angeles Forum, em 21 de junho de 1977. Muitas vezes, é conhecida como um dos melhores performances da banda.

## Antecedentes
O concerto foi gravado por um membro da platéia, Mike Millard, e mais tarde foi lançado em vinil de forma ilegal, sem a autorização da banda. A emissão do vinil original do show foi lançado pela Rock Solid Records, e contou com os primeiros 60 minutos do show, de "The Song Remains the Same" até "Ten Years Gone".
A arte da capa do álbum contou com a mesma imagem dos rostos dos membros da banda a partir da capa traseira do Led Zeppelin III, junto com o misterioso obelisco da tampa do Presence. A primeira prensagem do álbum foi um vinil colorido (vermelho), numerado de 1 a 500. Na década de 1990 a gravação completa do show tornou-se disponível em CD através de vários lançamentos, com a maioria deles usando o mesmo título de "Eddie". A gravação de Millard continua sendo um dos mais conhecidos bootlegs do Led Zeppelin.
Listen to This Eddie é altamente considerado entre os colecionadores, não só por causa do desempenho altamente energético da banda, mas também porque ele ter sido capturado em uma qualidade excepcionalmente boa de áudio. Isso pode ser largamente atribuído à dedicação e experiência de Millard, que em 1977 já tinha feito várias gravações piratas de outros concertos realizados no Los Angeles Forum. Acredita-se que ele gravou este show particular da sexta fileira.
A gravação completa de Millard dura 190 minutos e inclui todo o concerto (incluindo bis). Foi o primeiro dos seis shows do Led Zeppelin no Los Angeles Forum, que aconteceu no final de sua turnê norte-americana de 1977. A gravação de Millard do número de abertura deste concerto, "The Song Remains the Same", foi incluída no menu de divulgações do Led Zeppelin DVD.
O desempenho em si é considerado por alguns críticos como um dos melhores shows da turnê de 1977, com Jimmy Page realizando longos solos e John Bonham tocando bateria fortemente, mas com precisão. Robert Plant é muito falante e, apesar dos danos causados à sua voz e variações de constantes turnês ele soa bem tranquilo neste ponto na história da banda. A banda também está aberta a longas improvisações, como evidenciado em "No Quarter", em que John Paul Jones orienta a banda a vários jams instrumentais.

## Título do álbum
O título de Listen to This Eddie é supostamente uma referência a Eddie Van Halen da banda Van Halen, que em entrevistas criticou a capacidade de reprodução do guitarrista do Led Zeppelin, Jimmy Page. Em particular, em uma entrevista que Van Halen tinha dado em janeiro de 1981 para a revista Guitar World, estava dizendo: "Jimmy Page é um excelente produtor. Led Zeppelin e Led Zeppelin II são clássicos. Como músico, ele é muito bom no estúdio. Nunca o vi tocar bem ao vivo. Ele é muito desleixado. Toca como se tivesse uma mão quebrada e tivesse dois anos de idade. Mas se você lança um bom álbum e toca ao vivo como se tivesse dois anos. Qual é a finalidade?" Assim, parece indicar a "Eddie" ouvir a gravação dessa performance.
No entanto, de acordo com um artigo da Revista Shockwaves por Pat O'Connor, intitulada "The Ten Greatest Bootlegs", "Eddie" no título do bootleg refere-se ao engenheiro de som Eddie Kramer, e não a Eddie Van Halen, o que implica que mesmo Kramer iria ficar impressionado com uma gravação bootleg com tal qualidade. Apesar disso, o artigo em que este ponto parece não fornece nenhuma referência para fazer suporte da reivindicação.

## Alinhamento das faixas
- "The Song Remains The Same"
- "Sick Again"
- "Nobody's Fault but Mine"
- "Over the Hills and Far Away"
- "Since I've Been Loving You"
- "No Quarter"
- "Ten Years Gone"
- "The Battle of Evermore"
- "Going to California"
- "Black Country Woman"/"Bron-Y-Aur Stomp"
- "White Summer" / "Black Mountain Side"
- "Kashmir"
- "Out on the Tiles" / "Moby Dick" ("Over the Top")
- "Heartbreaker"
- Jimmy Page tocando o solo de teremim com guitarra e arco e efeitos (incluindo "Star Spangled Banner" e "Dixie")
- "Achilles Last Stand"
- "Stairway to Heaven"
- "Whole Lotta Love" / "Rock and Roll" (encore)

## Gravação de Neil Young
Listen to This, Eddie também é o nome de uma gravação pirata de um concerto realizado em 24 de junho de 1995 por Neil Young, em São Francisco, no Parque Golden Gate. O "Eddie", neste caso, refere-se a Eddie Vedder do Pearl Jam, que pediu a ele para assumir o concerto quando ficou doente demais para cantar. Muitos membros da audiência expressaram desapontamento e impaciência com o músico mais velho, mas mais ouvida fora de seu longo repertório, que incluía partes do álbum Mirror Ball, que Young havia gravado com o Pearl Jam. É considerado por colecionadores como uma das performances de destaque de décadas de carreira de Young. Coincidentemente, pouco antes do show acústico do Led Zeppelin de Listen to This, Eddie, Robert Plant se refere a John Bonham como a "cowgirl na areia", o que levou um membro da platéia a gritar "Tragam Neil Young!".